# NGC 6241
NGC 6241 este o galaxie situată în constelația Hercule. A fost descoperită în 29 aprilie 1788 de către William Herschel.